# Trent Noel
Trent Noel (ur. 14 stycznia 1976 w Carenage) – trynidadzko-tobagijski piłkarz występujący na pozycji pomocnika. Zawodnik klubu St. Ann's Rangers.

## Kariera klubowa
Noel zawodową karierę rozpoczął w 1999 roku w zespole Police FC. W 2002 roku przeszedł do San Juan Jabloteh. W ciągu 7 sezonów zdobył z nim 3 mistrzostwa Trynidadu i Tobago (2003, 2007, 2008), Puchar Trynidadu i Tobago (2005) oraz Puchar Ligi Trynidadzko-Tobagijskiej (2003). Wraz z klubem w 2003 roku triumfował także w rozgrywkach CFU Club Championship.
W 2009 roku Noel odszedł do Joe Public FC. W tym samym roku wywalczył z nim mistrzostwo oraz puchar kraju. W 2011 roku przeniósł się do drużyny St. Ann's Rangers.

## Kariera reprezentacyjna
W reprezentacji Trynidadu i Tobago Noel zadebiutował w 2001 roku. W 2007 roku został powołany do kadry na Złoty Puchar CONCACAF. Zagrał na nim w meczach ze Stanami Zjednoczonymi (0:2) i Gwatemalą (1:1), a Trynidad i Tobago zakończył turniej na fazie grupowej.